# Polyommatus amorata
Polyommatus amorata är en fjärilsart som beskrevs av Alphéraky 1897. Polyommatus amorata ingår i släktet Polyommatus och familjen juvelvingar. Inga underarter finns listade i Catalogue of Life.